# Георгиев, Сергей Георгиевич
Сергей Георгиевич Георгиев (9 июля 1954, Нижний Тагил, РСФСР, СССР) — советский и российский детский писатель и сценарист.

## Биография
Родился 9 июля 1954 года в Нижнем Тагиле.
Окончил философский факультет и аспирантуру Уральского государственного университета им. А. М. Горького, кандидат философских наук (диссертация «Становление свободной индивидуальности (на материале современной детской литературы)»).
Преподавал в различных ВУЗах Екатеринбурга, работал в журналах «Уральский следопыт», «МИКС» и «Голос».
Публикуется как детский писатель с 1972 года, первая книга «Кораблик» издана в 1987 году.
Дебютировал в кино как автор сценариев Всесоюзного сатирического киножурнала «Фитиль».
Постоянный автор журналов «Мурзилка», «Школьный вестник» и «Kipina».
Член правления Российского Книжного Союза.
Член Союза писателей Москвы.
Живёт и работает в Москве.

## Награды и премии
- Лауреат Премии Мэра Москвы им Николая Островского (2021 г).
- Лауреат Премии Губернатора Кировской области им. Александра Грина (Россия, 2023 г.)
- Лауреат премии Губернатора Свердловской области за книгу «Запахи миндаля» (Россия, 1996 г)
- Лауреат Всесоюзного конкурса на лучший короткий рассказ для детей (СССР, 1985 г.)
- Лауреат ежегодной премии журнала «Юность» (Россия, 1995 г.)
- Кавалер Ордена Кота Учёного (Россия, «Жили-были», 1994 г.)
- Кавалер Ордена Барона Мюнхгаузена (Россия, «Жили-были», 1995 г.)
- Лауреат Международного Фестиваля детских писателей «Киммерийские музы» (Украина, 2002 г.)
- Дипломант Московской Международной книжной ярмарки (Россия, 2002 г.)
- Дипломант конкурса Московского Дома Детской книги (Россия, 1999 г.)
- Номинант ежегодного Всероссийского конкурса произведений для детей и юношества «Алые паруса» (Москва, 2003 г.) — с книгой «Король Уго Второй — победитель драконов» (Диплом и Памятная медаль).
- Номинант ежегодного Всероссийского конкурса произведений для детей и юношества «Алые паруса» (Москва, 2004 г.) — с книгой «Кошачье заклинание» (Диплом и Памятная медаль).
- Дипломант Международного литературного конкурса им. А. Н. Толстого на лучшее произведение для детей и молодёжи (Москва, 2006).
- Финалист Национальной детской литературной премии «Заветная мечта» (Москва, 2006 г.)
- Финалист Национальной детской литературной премии «Заветная мечта» (Москва, 2007 г.)
- Награждён медалью Литературной премии им. А. П. Чехова Московской городской организации Союза писателей России (2009 г.)
- Награждён Почётной грамотой Союза писателей России (2009 г).
- Награждён Почётной грамотой Министерства образования и науки Российской Федерации (2008 г.)
- Удостоен Почётного звания «Ветеран труда» (2009 г).
- Лауреат конкурса «Золотой листопад-2009» им. Г. П. Михасенко" (Второе место в номинации «Неугомонные бездельники») — журнал «Сибирячок», Иркутск (2009 г.).
- Книга Сергея Георгиева «Дрессировщик бутербродов» (в составе серии «Пёстрый квадрат») стала победителем конкурса «Книга года» (Москва, 2009 г.).
- Кавалер ордена «Высокие Канделябры» (музей Л. А. Кассиля, г. Энгельс, 2015 г.)
- Удостоен почётного знака Российского Книжного Союза (2015 г.).
- Награждён благодарственным письмом Министра культуры, по делам национальностей и архивного дела Чувашской республики (Чебоксары, декабрь 2015 г.)
- Лауреат Премии им. Юрия Коваля (журнал «Мурзилка», 2019 г.)
- Награждён Благодарственным письмом Министерства культуры Свердловской области (2021 г.).
- Награждён Благодарственным письмом Министерства культуры Самарской области (2021 г.).
- Отмечен Благодарностью Министра культуры РФ (2022 г).